# Kościół św. Stanisława w Chwalimiach
Kościół św. Stanisława – katolicki kościół filialny, zlokalizowany w Chwalimiach, w gminie Okonek. Należy do parafii Świętych Apostołów Piotra i Pawła w Lędyczku.

## Historia i architektura
Murowana świątynia została wybudowana w 1868 dla protestantów. Jako katolicka poświęcona 8 maja 1946. Od 2011 obiekt zabytkowy (wraz z cmentarzem przykościelnym i drewnianą dzwonnicą z końca XIX wieku). Na dzwonnicy dwa dzwony z napisami: Berlin / 1836.

## Galeria

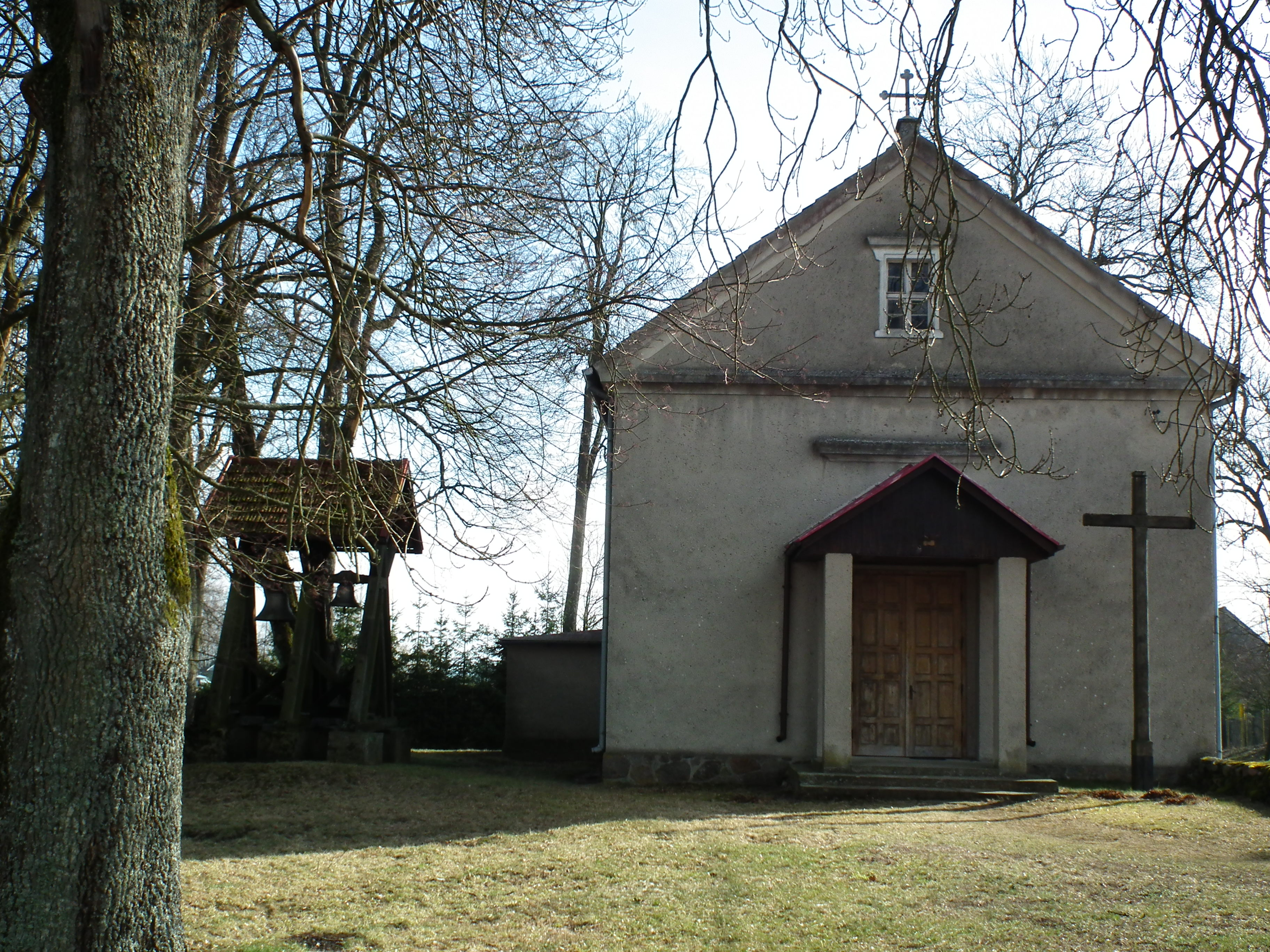
Widok z dzwonnicą
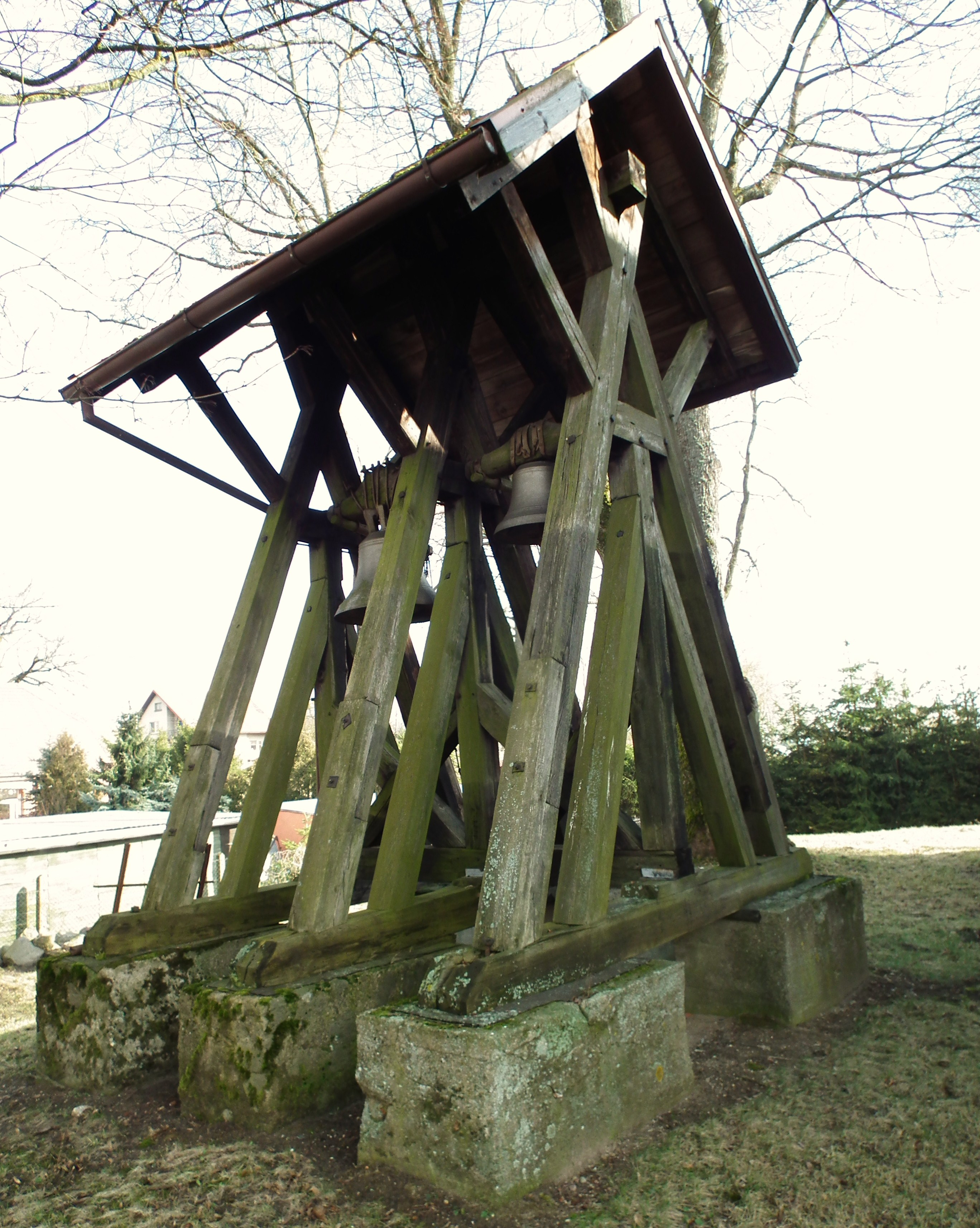
Dzwonnica
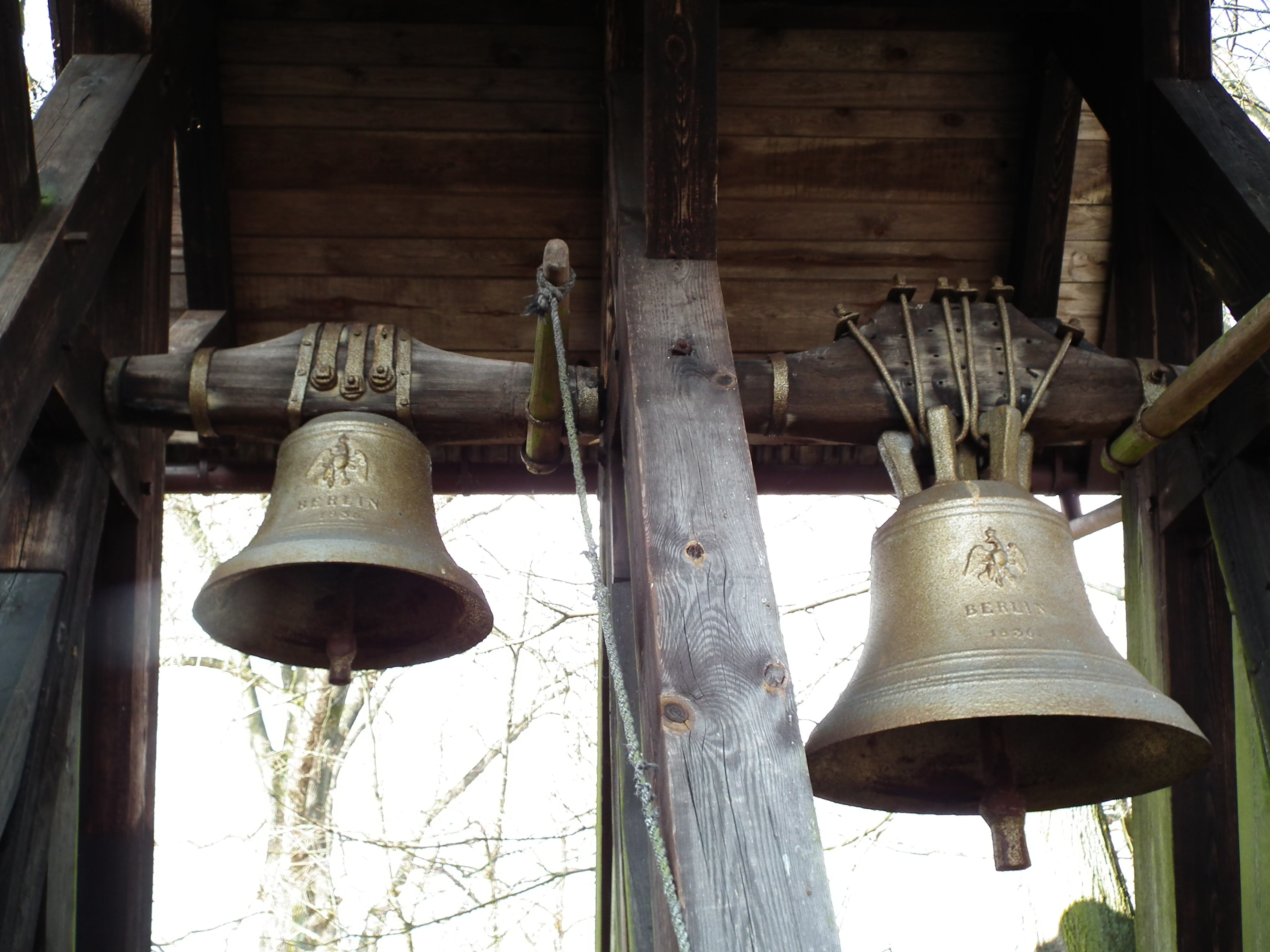
Dzwony